# 表达载体
表达载体（英語：Expression vector），指在可在细胞中进行基因表达的遗传工具，一般是质粒或病毒的形式。这类载体一般用于将特定基因导入靶细胞内，并利用靶细胞内的蛋白生产系统来表达载体上基因编码的蛋白质。这是生物技术中蛋白质生产的基本工具。
表达载体通常包含一些调控序列，例如增强子和启动子，来提高其上携带基因的表达效率。一个好的表达载体应当能够高效地生产其编码的蛋白质，而这一般是通过转录大量且稳定的信使RNA，并使其翻译为目标蛋白质来实现的。目标蛋白的生产也可以进行严格的调控，使其仅在有特定的诱导条件存在时才大量生产。大肠杆菌是蛋白质生产最常用的宿主细胞，但是也有很多其他的选择。这些技术的一个代表性应用实例是生产可用于治疗糖尿病的胰岛素。

## 元件
表达载体具有许多和其他载体相同的元件，例如复制起点、筛选标记和适合插入基因的多克隆位点。这和只负责保存基因文库的克隆载体相同。一般的表达载体只会在一种生物系统中使用（例如细菌），如果需要在不同的生物系统内（例如细菌和酵母）都能自我复制，则会需要额外的元件，如多个不同的复制起点，而这样的载体称为穿梭载体。

### 表达元件
表达载体必须包括基因表达所需要的表达元件，这包括启动子、正确的翻译起始序列（例如核糖体结合位点、起始密码子、终止密码子）、终止子。原核生物和真核生物的蛋白质合成机理有所不同，所以特定的表达载体必须具有和其宿主细胞兼容的表达元件。例如，原核表达载体在其翻译起始位点会有可以结合核糖体的Shine-Dalgarno序列，而真核表达载体则会在对应的位置包含Kozak同源序列。
启动子负责起始基因的转录，也是基因表达的主要调控位点。表达载体中的启动子大多是可诱导的，即需要特定的诱导信号（例如IPTG）存在才会起始基因表达。也有组成型的启动子，可以持续稳定地表达基因。不过，即使是较严紧的可诱导启动子，在没有诱导信号的情况下也会有低水平的背景表达。

### 蛋白质标签
在细胞内合成目标蛋白质之后，往往需要将其纯化出来，然而，要把目标蛋白和细胞中大量其他的蛋白质分离并不容易。所以插入基因的阅读框内一般会包含一个蛋白质标签以便于后续纯化。常用的标签包括组氨酸标签、谷胱甘肽硫转移酶等。有的蛋白质标签还具有增加融合蛋白水溶性的作用。其他常用的融合蛋白元件还有绿色荧光蛋白这样的报告基因，可用于检验克隆是否成功，也可以在显微镜下进一步研究融合蛋白在细胞中的表达情况。

### 其他
表达载体通常是通过转化或转染的方式进入宿主细胞的。有的表达载体可能会需要一些元件来帮助它整合进宿主的基因组中，例如转化植物细胞需要的vir基因、染色体重组需要的整合酶位点等。
其他表达载体可能会需要特殊的定位序列，以把表达的蛋白定位到宿主细胞的特定区域，比如细菌的周质空间内。

## 表达/生产系统
我们可能需要在各种不同的生物中合成我们需要的蛋白质，而在不同的生物细胞内需要针对其蛋白质合成系统设计不同的元件。最常用于合成蛋白质的宿主生物是细菌中的大肠杆菌，但是，不是所有的蛋白质都能在大肠杆菌中成功合成，或完成正确的翻译后修饰，例如糖基化。这时，我们或许就要考虑在其他生物中合成我们的蛋白质。

### 细菌

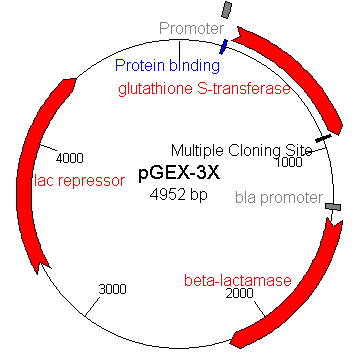
细菌表达载体的一个例子：pGEX-3x质粒

大肠杆菌成为最常用的外源蛋白质生产工具的原因，在于其操作相对简单方便，而且成本低廉，速度较快。如今已有大量可用于大肠杆菌的表达载体质粒可供选择。其他表达载体常用的宿主细菌还包括枯草芽孢杆菌。
通常，大肠杆菌中表达的外源蛋白会存在于其细胞质中，不过一些蛋白质在细胞质中的溶解性可能不好，会和一些错误折叠的蛋白质一起在细胞质中形成包涵体。如果发生这样的情况，就需要进行复杂的重折叠操作，还会降低产量。需要形成二硫键的蛋白质往往也不能正确折叠，因为细菌细胞质中的还原性环境不利于二硫键的形成。解决这个问题的办法之一是在蛋白质N端加一个信号肽，将其定位到更容易形成二硫键的周质空间中；或者通过一些方法改变细胞质中的氧化还原环境。现在已经有一些复杂的操作来帮助我们在细菌细胞中表达本来不可能在细菌中合成的蛋白质，例如糖基化蛋白。
这里使用的启动子一般都来源于乳糖操纵子的启动子和T7启动子，一般由乳糖操纵子进行调控。也有杂交来源的启动子，例如Tac启动子就是由色氨酸（Trp）启动子和乳糖（Lac）启动子重组而成的。 值得一提的是，现在主要使用的乳糖启动子及其衍生启动子都来源于它不受葡萄糖抑制的lacUV5突变体。野生型的乳糖启动子是会受到（培养基中常用）葡萄糖抑制的。有时，在一些抑制特性尚存的系统中，葡萄糖也可以被利用来抑制背景表达。
大肠杆菌表达载体的例子有pGEX系列载体，使用谷胱甘肽巯基转移酶（GST）组成融合蛋白，由Tac启动子调控表达。还有使用T7启动子的pET系列载体。
在大肠杆菌中同时表达两个不同的载体是可以实现的，但是两个载体需要有不同的复制起点和抗性标记，否则两者无法稳定共存。很多常用的大肠杆菌载体使用的是ColE1复制原点，这些载体彼此之间就是不兼容的。如果想要在同一个细胞内再表达一个载体，就需要选择一个具有不同复制原点的载体，例如基因p15A复制原点的pACYC系列载体。或者，也可以通过表达一个串联了多顺反子的载体来表达一个以上的蛋白。

### 酵母
具有二硫键和糖基化修饰的蛋白质在酵母中相对比较容易表达。一种常用于表达蛋白的酵母是毕赤氏酵母（Pichia pastoris）。在这种酵母中常用的是pPIC系列载体，载体上的AOX1启动子是通过甲醇诱导的。 另一种用于蛋白质生产的酵母是乳酸克鲁维酵母（Kluyveromyces lactis），一般使用LAC4启动子。
酿酒酵母（Saccharomyces cerevisiae）则常用于实验室中的研究用途，例如酵母双杂交系统，可以检测蛋白质之间的相互作用。

### 杆状病毒
杆状病毒是一类可以感染昆虫细胞，并在其中表达蛋白的表达载体。 来自鳞翅目昆虫（蝶类和蛾类）的细胞系是常用的宿主细胞，其优势在于生长迅速，而且不需要像哺乳动物细胞一样使用昂贵的血清来培养。细菌和昆虫细胞中的穿梭载体被称为杆粒，一般使用pPolh启动子。 杆状病毒也可以在某些系统中用于哺乳动物细胞。
杆状病毒载体一般用于表达糖蛋白，虽然其糖基化形式可能和脊椎动物中有所不同。相比于可以感染哺乳动物细胞的其他病毒载体，一般情况不会把哺乳动物细胞作为宿主的杆状病毒被认为更加安全。

### 植物
很多植物载体是基于土壤农杆菌（Agrobacterium tumefaciens）的Ti质粒设计的。通过农杆菌的感染，我们可以把外来基因引入植物细胞的基因组中。也有基于植物自身基因重组功能设计的基因内载体，用来避免把病毒或细菌的遗传信息引入植物基因组内。
用于农杆菌的宿主范围有限，植物病毒也被用于载体，例如烟草花叶病毒(TMV)，豇豆花叶病毒、土豆病毒X。目标蛋白既可以和病毒的衣壳蛋白融合表达，也可以单独表达，从而在植物体内积累。植物载体中的蛋白往往是组成型表达，常用的启动子之一是花椰菜花叶病毒（CaMV）35S启动子。

### 哺乳动物细胞
在表达来自哺乳动物的蛋白质时，哺乳动物细胞载体相比细菌载体的优势在于更好的蛋白质折叠和翻译后修饰，活性数据也更有参考价值。相比其他的真核表达系统，也可以避免不正确的糖基化修饰。尤其是在表达膜结合蛋白时，优势更为明显。它的缺点也很明显：蛋白质产量低、成本较高、操作繁琐、污染风险大等等。
常用的哺乳动物细胞系包括中国仓鼠卵巢细胞(CHO)以及人类细胞系，例如HEK和海拉细胞。载体通过转染的方式进入细胞，既可以通过同源重组的方式把外来DNA整合进宿主基因组来达到稳定转染，也可以不整合基因组来达到短时高表达的瞬时转染。哺乳动物细胞载体的例子包括腺病毒载体，pSV和pCMV系列质粒载体，牛痘病毒和逆转录病毒载体。CMV（巨细胞病毒）和SV40启动子则是常用的启动子。也有非病毒来源的启动子，例如EF-1启动子。

### 无细胞系统
大肠杆菌细胞裂解液在包含了转录和翻译机器的情况下，可以用于体外的蛋白质生产。这种系统的优势在于速度更快，但是成本也更高。用于大肠杆菌细胞的载体这里也可以使用，但是也有针对无细胞系统特殊设计的载体。真核的无细胞系统也可以用于生产蛋白质，例如小麦胚芽裂解液，哺乳动物细胞裂解液。

## 应用

### 科学研究
利用表达载体在细胞中生产特定的蛋白质，现在已经是实验室中常用的研究手段。根据实际需要，各种类型的系统都有可能使用。

### 生物制药
大部分的生物药物现在都是利用重组DNA和表达载体技术生产的，包括各类激素、疫苗、抗生素、酶等。第一种用于医疗的人类重组蛋白，胰岛素，在1982年开始投入使用。现代生物技术使得许多以前难以获取的此类药物能够进行大批量的生产，并且避免了病原体的污染。例如，用于治疗侏儒症的垂体激素，之前需要从尸体的垂体中分离，有被朊病毒污染的风险，会使患者感染克雅氏病。之前从人血清中分离获得的凝血因子VIII则有传播肝炎和艾滋病病毒的风险。从非人类宿主通过表达载体技术生产的药物则大大降低了此类危险因素。

### 转基因生物
近年来，表达载体技术开始被用于制造转基因动物和植物，并应用于农业和畜牧业。例如把维生素A前体，β-胡萝卜素引入大米，生产出“黄金大米”。以及把来自细菌的抗虫蛋白引入经济作物，以减少杀虫剂的使用量。还有改变番茄的乙烯生产量以延长其成熟期，使之不易腐烂。有反对者认为培育转基因作物的做法可能带来未知的健康风险，伦理问题和专利争议。尽管如此，这些技术现在已在成规模地使用，并且也是科学研究的热点。
转基因动物则常被用于研究生物机理和人类疾病，也可用于生物制药用途。现在已有将绿色荧光蛋白引入观赏鱼体内产生的商品用荧光鱼。

### 基因疗法
通过把正常的基因代替病人体内异常的基因，或者补充特定基因的表达量，表达载体也可以用于治疗某些疾病。一般使用的治疗用载体都是病毒，但是利用非病毒载体的疗法也在研究中。这种疗法依然是有风险的，因为病毒载体可能会给患者的基因组引入插入突变，从而诱发癌变。不过，现有的临床试验已经一些有值得期待的结果。